# Umbro Cup
La Umbro Cup fu un torneo calcistico amichevole disputatosi in edizione unica nel giugno 1995 in Inghilterra. Sponsorizzato da Umbro, azienda produttrice della divisa della nazionale inglese di calcio, vide la partecipazione delle nazionali di Inghilterra, Svezia, Brasile e Giappone. A vincere il torneo fu il Brasile, che ottenne tre successi in tre partite.
La competizione fu una sorta di "prova generale" in vista del campionato d'Europa 1996, in programma proprio in Inghilterra. Le partite si giocarono negli stadi di Wembley, Elland Road, Goodison Park, Villa Park e City Ground.

## Sedi
| Londra  | Liverpool     | Birmingham | Leeds       | Nottingham  |
| ------- | ------------- | ---------- | ----------- | ----------- |
| Wembley | Goodison Park | Villa Park | Elland Road | City Ground |
|         | Goodison Park |            |             |             |

## Risultati
| Londra 3 giugno 1995, ore 14:00 UTC+1 | Inghilterra    | 2 – 1 | Giappone | Wembley\| Arbitro: \| Jaap Uilenberg \| |
| Arbitro:                              | Jaap Uilenberg |       |          |                                         |

| Birmingham 4 giugno 1995, ore 18:00 UTC+1 | Brasile  | 1 – 0 | Svezia | Villa Park\| Arbitro: \| Dick Jol \| |
| Arbitro:                                  | Dick Jol |       |        |                                      |

| Liverpool 6 giugno 1995, ore 20:00 UTC+1 | Brasile         | 3 – 0 | Giappone | Goodison Park\| Arbitro: \| James McCluskey \| |
| Arbitro:                                 | James McCluskey |       |          |                                                |

| Leeds 8 giugno 1995, ore 20:00 UTC+1 | Inghilterra    | 3 – 3 | Svezia | Elland Road\| Arbitro: \| Leslie Mottram \| |
| Arbitro:                             | Leslie Mottram |       |        |                                             |

| Nottingham 10 giugno 1995, ore 14:00 UTC+1 | Svezia           | 2 – 2 | Giappone | City Ground\| Arbitro: \| Angelo Amendolia \| |
| Arbitro:                                   | Angelo Amendolia |       |          |                                               |

| Londra 11 giugno 1995, ore 16:00 UTC+1 | Inghilterra        | 1 – 3 | Brasile | Wembley\| Arbitro: \| Pierluigi Pairetto \| |
| Arbitro:                               | Pierluigi Pairetto |       |         |                                             |

## Classifica finale
| Squadra     | G | V | N | P | RF | RS | DR | Pt |
| ----------- | - | - | - | - | -- | -- | -- | -- |
| Brasile     | 3 | 3 | 0 | 0 | 7  | 1  | +6 | 9  |
| Inghilterra | 3 | 1 | 1 | 1 | 6  | 7  | –1 | 4  |
| Svezia      | 3 | 0 | 2 | 1 | 5  | 6  | –1 | 2  |
| Giappone    | 3 | 0 | 1 | 2 | 3  | 7  | –4 | 1  |

| Umbro Cup 1995 Vincitore del torneo |
| ----------------------------------- |
| Brasile                             |

## Classifica dei marcatori
3 reti
- Kennet Andersson

2 reti
- Edmundo
- Zinho
- Darren Anderton
- David Platt
- Håkan Mild

1 rete
- Juninho Paulista
- Roberto Carlos
- Ronaldo
- Graeme Le Saux
- Teddy Sheringham
- Hisashi Kurosaki
- Masami Ihara
- Toshiya Fujita